# Platysenta albigeroides
Platysenta albigeroides är en fjärilsart som beskrevs av Paul Dognin 1897. Platysenta albigeroides ingår i släktet Platysenta och familjen nattflyn. Inga underarter finns listade i Catalogue of Life.